# Church Mountain (berg i Irland)
Church Mountain är ett berg i republiken Irland.   Det ligger i grevskapet Wicklow och provinsen Leinster, i den östra delen av landet, 40 km sydväst om huvudstaden Dublin. Toppen på Church Mountain är 545 meter över havet, eller 282 meter över den omgivande terrängen. Bredden vid basen är 4,0 km. Church Mountain ingår i Wicklowbergen.
Terrängen runt Church Mountain är kuperad österut, men västerut är den platt.Runt Church Mountain är det glesbefolkat, med 14 invånare per kvadratkilometer. Närmaste större samhälle är Naas, 18,9 km norr om Church Mountain. Trakten runt Church Mountain består i huvudsak av gräsmarker.